# Poecilopteris semicordata
Poecilopteris semicordata là một loài dương xỉ trong họ Dryopteridaceae. Loài này được Moore, Bedd. mô tả khoa học đầu tiên năm 1868.
Danh pháp khoa học của loài này chưa được làm sáng tỏ. 